# Martina Haag
Helen Martina Haag, född Uusma den 9 juni 1964 på Lidingö, är en svensk skådespelare, krönikör och författare.

## Biografi

### Bakgrund, scen och film
Martina Haag gick på Calle Flygare Teaterskola. Hon scendebuterade som sjuåring på Sagateatern, i rollen som en banan.
År 1995 hade hon en roll i filmen Älskar, älskar inte. Sedan dess har hon medverkat i bio- och tv-produktioner som Percy tårar, Adam & Eva och Heja Björn. Hon spelade huvudrollen i filmen Underbar och älskad av alla, som är baserad på hennes egen roman från 2005 och hade premiär i augusti 2007.

### Författande
Haag debuterade som skribent vid 39 års ålder och har sedan dess bland annat skrivit krönikor i Elle, Aftonbladet och Mama. År 2004 publicerades hennes första krönikesamling, Hemma hos Martina, och året efter kom debutromanen Underbar och älskad av alla (och på jobbet går det också jättebra).
Efter sin skilsmässa från Erik Haag gav hon ut romanen Det är något som inte stämmer, som handlar om en kvinna som upptäcker att hennes make under en längre tid har varit otrogen. Boken blev utsedd till "Årets bok" under Bokmässan i Göteborg 2016.

### Familj
Martina Haags far kom till Sverige som flykting från Estland. Haag är syster till illustratören och läkaren Bea Uusma. Tillsammans med programledaren Erik Haag har hon fyra barn. Efter 18 år som gifta ansökte paret om skilsmässa 2013 och skilde sig 2014.

## Utmärkelser
- 2004: Årets krönikör.[5]
- 2010 vann Haag TV3:s Stjärnkockarna, i lag med journalisten och författaren Clara Block Hane.
- 2011 blev hon tvåa i På spåret tillsammans med dåvarande maken Erik Haag.
- 2012 vann hon På spåret tillsammans med dåvarande maken Erik Haag.
- 2012/2013 gick hon till semifinal i På spårets mästarsäsong tillsammans med dåvarande maken Erik Haag.

## Verklistor

### Filmografi, i urval
- 1995 – Älskar, älskar inte
- 1997 – Silvermannen (TV-serie)
- 1996 – Percy tårar (TV-serie)
- 1996 – Pentagon (TV-serie)
- 1997 – Adam & Eva
- 1997 – Selma & Johanna - en roadmovie
- 2000 – Det blir aldrig som man tänkt sig
- 2000 – Naken
- 2001 – Känd från TV
- 2001 – Heja Björn (TV-serie)
- 2005 – Halva sanningen
- 2007 – Underbar och älskad av alla
- 2010 – Toy Story 3 (röst)
- 2015 – Glada hälsningar från Missångerträsk
- 2016 – Jag älskar dig – en skilsmässokomedi
- 2018 – En familjehistoria (TV-serie)
- 2019–2020 – Sommaren med släkten (TV-serie)
- 2019 – Toy Story 4 (röst)